# UCCA Dune
UCCA Dune är en kinesisk konsthall nära staden Beidaihe i Qinhuangdao i Hebeiprovinsen. Den ligger i sanddynerna i Aranya Gold Coast Resort, vid Bohaibukten. 
UCCA Dune  drivs av Ullens Center for Contemporary Art (UCCA), en konstinstitution i Beijing, som också har en konsthall i Konstzon 798 i Beijing. 
Byggnaden är till stor del dold av omgivande strandsanddyn. Entrén är via en lång gång in under marken, varefter konsthallens utställningshallar är förbundna med varandra som en serie grottor. Det finns också ett café och ett läsrum. Den är ritad av Li Hu och Huang Wenjing på Open Architectures Beijingkontor.
Konsthallen är ett samarbetsprojekt med byggnadsföretaget Aranya. Den är på 930 kvadratmeter och har sju utställningshallar under tak samt tre utställningsytor utomhus.
Invigningsutställningen 2018/2019 var After Nature, kuraterad av Luan Shixuan och med verk av nio samtida kinesiska konstnärer, bland andra Zheng Bo, Na Buqi (född 1984) och Liu Yujia (född 1981).